# СКР-112
СКР-112 — сторожевой корабль проекта 159А Черноморского флота ВМФ СССР, спущен на воду в 1968 году. В период раздела Черноморского флота СССР между Россией и Украиной поднял флаг Украины и совершил несанкционированный переход в Одессу. После ратификации соглашений о разделе флота официально достался Украине. В 1993 году исключён из списков флота.

## Строительство
Заложен 26 апреля 1967 года на Калининградском судостроительном заводе «Янтарь» (заводской № 191). Вступил в строй 30 мая 1968 года, 21 сентября 1968 года зачислен в состав КЧФ и осенью 1968 года совершил переход вокруг Европы из Балтийска в Севастополь.

## Служба

### В ВМФ СССР
С 30 августа 1969 года по 31 января 1970 года нёс боевую службу в зоне военных действий на Средиземном море, выполнял боевую задачу по оказанию помощи вооружённым силам Египта. 21 апреля 1973 года поднял флаг ВМФ СССР. С 27 мая 1980 г. по 10 февраля 1981 г. на «Севморзаводе» им. С.Орджоникидзе в Севастополе прошёл средний ремонт. Дислоцировался в Донузлаве.
После провозглашения независимости Украиной стал первым военным кораблём, поднявшим украинский флаг, и 21 июля 1992 года совершил несанкционированный переход в Одессу. Инициатором перехода был недавно уволенный начальник штаба 17-й бригады противолодочных кораблей капитан 2-го ранга Жибарёв.
Следуя в Одессу, СКР-112 на протяжении 8 часов преследовался российскими военными кораблями и самолётами, пытавшимися остановить мятежный корабль, в связи с чем последний и получил свою известность. Для остановки СКР-112 применялись: стрельба из артиллерийской установки в воздух и по курсу корабля, опасное маневрирование со сближением с целью тарана и нанесения повреждений, попытки высадки на корабль группы захвата. Позже преследователи были готовы в любой момент по приказу командования ЧФ открыть огонь и потопить корабль, однако корабль благополучно прибыл в Одессу. Впоследствии СКР-112 — первый корабль ВМС Украины.

### События 21 июля 1992 года
Николай Жибарев, участник и главный инициатор перехода, вспоминал: 

13 июля 1992 г. я был отстранен от должности начальника штаба соединения. Вместе с моими подчиненными офицерами В. Устименко, В. Горобцом, В. Зарембой, С. Настенко мы решили совершить необычный поступок, который бы приковал внимание к 17-й бригаде кораблей охраны водного района Крымской ВМБ, потому что видели пассивность руководства Министерства обороны Украины. В этом положении, по мнению многих офицеров, если не принять решительных мер, то нас перебили бы, как перепелок. Утром 21 июля на встрече с офицерами и мичманами СКР-112 команда решила идти в Одессу под Государственным флагом Украины.
.
Свой поступок команда объяснила невозможностью дальнейшего прохождения службы в условиях постоянных унижений со стороны командования бригады и флота, неясностью вопроса раздела ЧФ и создания ВМС Украины. Ведь закон о флоте был подписан президентом Украины Леонидом Кравчуком ещё 6 апреля того же года, однако серьёзных практических действий для его строительства пока что не совершалось.
8:15 — на борт СКР-112, экипаж которого ещё в январе 1992 г. присягнул Украине, прибыл начальник штаба 307-го дивизиона капитан 3 ранга С. Семенов, который был старшим на учениях (в этот день было запланировано участие СКР-112 в подготовке к празднованию Дня ВМФ). Корабль получил разрешение выйти в море.
Когда корабль снялся с якоря и швартовых, Жибарев поднялся на ходовой мостик и объявил: «Начальнику штаба 307-го дивизиона капитану 3 ранга Семенову и командиру корабля капитан-лейтенанту Настенко. Как старший в должности и по воинскому званию, принимаю управление кораблем на себя. Ставлю задачу командиру корабля: идти на внешний рейд (то есть на выход из залива Донузлав в море)».
8:30 — капитан 3 ранга Семенов попытался вступить в управление кораблём, однако безуспешно, после чего был нейтрализован четырьмя офицерами — флагманским минёром бригады капитаном 3 ранга Шитиковым, помощником командира дивизиона капитан-лейтенантом Горобцом, капитан-лейтенантом Настенко и капитаном 2 ранга Жибаревым.
Выйдя из Донузлава, команда СКР-112 обнаружила, что малый десантный корабль на воздушной подушке (МДК-184) и малый противолодочный корабль (МПК-93) уже следуют за ними. При этом командир МДК-184, посчитав, что команда МПК-93 действует заодно с СКР-112, поначалу стал препятствовать ему выходить из залива. Разбирательство заняло 15 минут.
8:56 — СКР-112 поднял украинский флаг. Флаг поднял командир отделения сигнальщиков старшина 2 статьи Анатолий Палашов.
Доклад в штаб ЧФ: «Докладываю: 21 июля с. г. в 8 часов 56 минут командир сторожевого корабля Крымской военно-морской базы СКР-112 капитан-лейтенант Настенко под руководством бывшего начальника штаба бригады капитана 2 ранга Жибарева, вместо выполнения мероприятия по плану тренировки празднования Дня ВМФ, самовольно вышел из района базирования, поднял флаг Украины и, не отвечая на запросы и приказания штаба флота, убыл в порт Одессу.»
9:25 — вице-адмирал Гуринов (начальник штаба флота) приказал подняться дежурным гидросамолётам Бе-12 для контроля за действиями СКР-112 и установления с ним связи.
10:00 — командующий Военно-Морскими силами Украины контр-адмирал Борис Кожин позвонил вице-адмиралу Г. Гуринову и предложил: «Если есть воля людей, то пусть корабль идет в Одессу». На что вице-адмирал заявил, что в случае необходимости он использует оружие.
В это время из радиообмена команда СКР-112 поняла, что начальник штаба дивизиона капитан 3 ранга С. Тушев, который находился на МДК-184, получил приказ при необходимости применить оружие. Последний, оценив положение и последствия своих действий, отдал приказ вести огонь из артиллерийской установки АК-230 не по кораблю, а впереди него. Было сделано 3-4 очереди прямо по курсу на дистанции 2 кабельтовых.
Через несколько минут Тушев вышел на связь с Жибаревым: «Получил приказ всеми способами остановить корабль и вернуть СКР-112 на базу». Жибарев дал ответ: «Я иду под Государственным флагом Украины в её территориальных водах и следую в украинский порт Одесса. На провокации отвечать не буду, но готов себя защищать».
Прервав радиоэфир местного радио, Борис Кожин обратился к севастопольцам со следующей речью: «Уважаемые севастопольцы! К Вам обращается командующий ВМС Украины контр-адмирал Б. Кожин. 20 минут назад мне стало известно о том, что экипаж сторожевого корабля СКР-112, который дислоцировался в Донузлаве, поднял Государственный флаг Украины, вышел в море и сейчас направляется в порт Одесса. Перед этим личный состав этого корабля во главе с командиром капитан-лейтенантом Сергеем Настенко принял военную присягу на верность народу Украины. Корабль в мирных целях вышел в море, поднял Государственный флаг Украины, проходит в её территориальных водах и направляется в порт Одесса. Когда я обратился к начальнику штаба Черноморского флота вице-адмиралу Гуринову с просьбой не противодействовать сторожевому кораблю СКР-112, то получил ответ, что по кораблю будет применено оружие, а это может привести к человеческим жертвам. В составе этого экипажа отбывают службу и представители города Севастополя, ваши дети и внуки. Поэтому, дорогие севастопольцы, не теряя времени, звоните по всем телефонам на командный пункт Черноморского флота и требуйте от его командования ни в коем случае не применять оружие против сторожевого корабля СКР-112. С прибытием в Одессу компетентной комиссии, ею будут оперативно и всесторонне изучены причины такого отчаянного шага экипажа, о чём вы будете своевременно проинформированы через все средства массовой информации».
10:25 — спустя час после того, как он должен был взлететь — российский Бе-12 поднялся в воздух. Но тут же на его перехват с аэродрома Бельбек вылетел украинский истребитель.
У МДК-184 заканчивалось горючее, поэтому с КП Черноморского флота он получил приказ: «Идти на таран». Учитывая то, что МДК шёл на расстоянии всего 15 метров от СКР-112, это было большой угрозой для СКР-112, потому ему приходилось раз за разом менять курс, чтобы избежать столкновения.
Около 13:00 — через час после прохождения Тарханкутского маяка на МДК-184 закончилось горючее, о чём С. Тушев доложил ОЧ ЧФ и получил разрешение на возвращение.
Под Тарханкутом подошёл пограничный катер Украины и сопровождал СКР-112 в Одессу, однако он держался в стороне и оказывал только моральную поддержку.
В воздух были подняты два самолёта ЧФ Бе-12. С флотского командного пункта им поступила команда имитировать торпедные атаки на СКР-112. Видимо, почувствовав провокацию, командир звена самолётов попросил повторить команду при включённом магнитофоне. Повторной команды не поступило.
В это же время из Одессы на помощь СКР-112 вышли два украинских пограничных корабля (бортовые номера 632 и 626).

Из дальнейших радиопереговоров команда СКР-112 поняла, что командование ЧФ приказало вышедшим из Севастополю СКР «Разительный» (передан ВМС Украины в 1997 г.) и ракетному катеру РК-260 преследовать их.

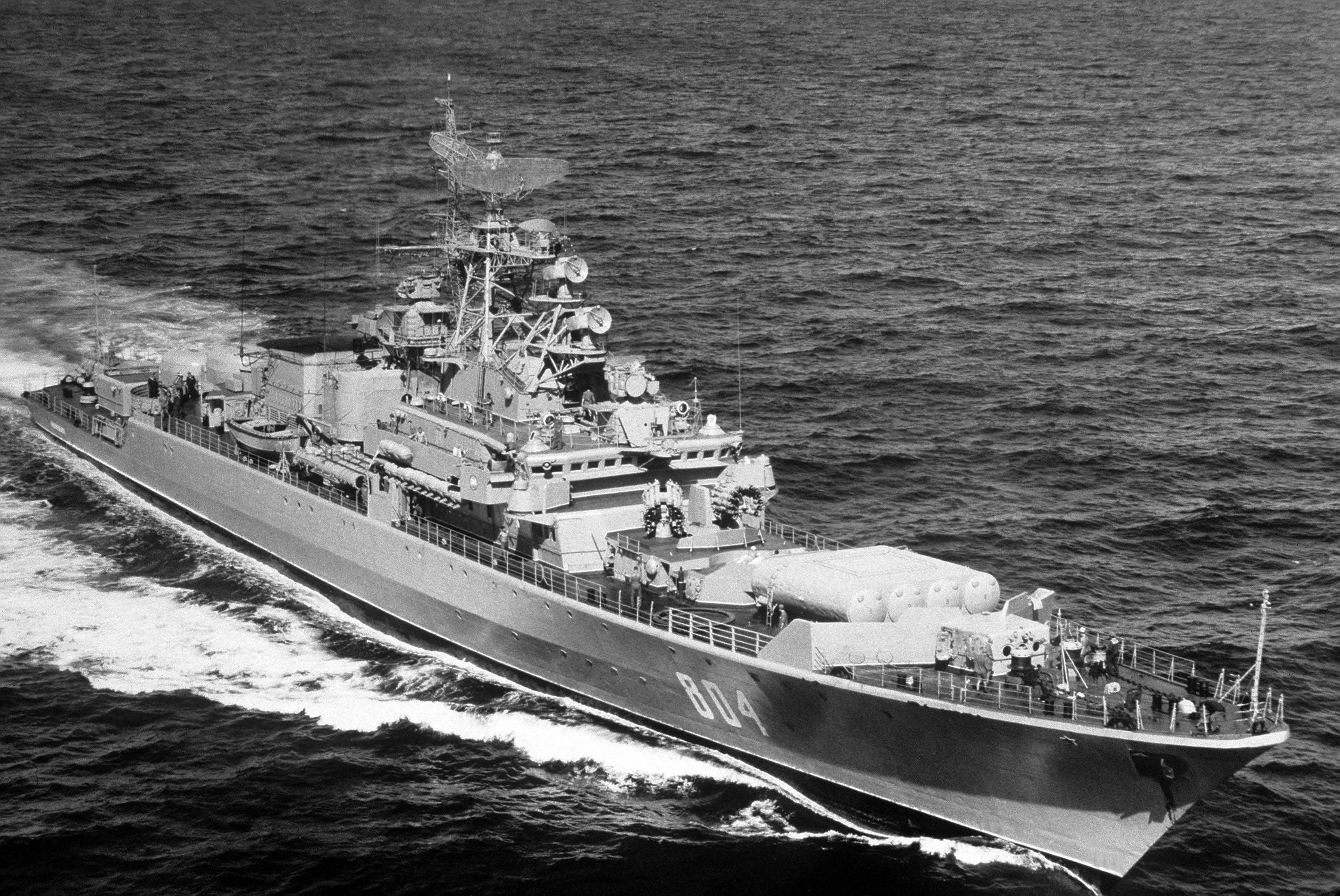
Сторожевой корабль проекта 1135М «Разительный», один из преследователей СКР-112

Через 30 минут Жибарев увидел справа по борту ракетный катер. Он также пытался опасно маневрировать. Жибарев дал команду сыграть на корабле боевую тревогу. На боевые посты СКР-112 отдана команда: «Боезапас держать в готовности к подаче на орудия».
На дистанции 100 метров ракетный катер начал бросать швартовые концы, чтобы они намотались на винты СКР-112, что заставило последнего маневрировать.
Около 17:00 появился СКР «Разительный», который прервал ходовые испытания новой турбины. «Разительный» и МПК-93 взяли курс на СКР-112, чтобы тремя кораблями взять СКР-112 в тиски и остановить. «Разительный», приспустив правый якорь, начал опасное сближение с СКР-112 с целью тарана, однако этот манёвр, учитывая его опасность, был отменён.
Командир бригады кораблей капитан 1-го ранга Силин, находившийся на СКР «Разительный», вышел на связь с СКР-112. Жибарев согласился провести переговоры. С командиром СКР-112 °C. Настенко Жибарев договорился, что если через 30 минут не вернётся или не выйдет на связь на УКВ, то ему следует продолжить двигаться в Одессу самостоятельно. Застопорили ход. СКР-112 передал требование, чтобы «Разительный» не приближался к СКР-112 ближе чем на два кабельтова. С «Разительного» за Жибаревым выслали шестивёсельный ял. В ходе переговоров Жибарев объяснил Силину свою позицию. Последний, получив распоряжение от командования ЧФ, не стал препятствовать Жибареву. Вскоре, когда в конфликт вмешались министр обороны Украины генерал-полковник Морозов и командующий Одесским военным округом генерал-лейтенант Радецкий, погоня и преследование СКР-112 были прекращены.
К СКР-112 подошла помощь из Одессы в виде двух ПСКР. В воздух поднят украинский истребитель Су-27.
18:50 — корабль успешно прибыл в порт Одесса и пришвартовался у пирса бригады пограничных кораблей Украины.

### В ВМФ Украины
Российский адмирал Владимир Чернавин вспоминал:

Контр-адмирал Кожин, который поспешил прилететь в Одессу, сделал журналистам неприлично-вызывающее заявление о том, что в Одессу прибыл первый корабль ВМС Украины. На СКР-112 был выставлен пост комендантской службы. Местная пресса объявила капитан-лейтенанта Настенко национальным героем. Ну, а сами «герои», празднуя свой подвиг, упились до такой степени, что один из офицеров упал за борт и утонул. Нечаянная жертва тщательно спланированной провокации. Несчастный СКР вот уже который месяц стоит в Одессе. Корпус ржавеет, экипаж разлагается. Похоже, что флотоводец Кожин не знает, что с ним делать и куда его девать..

Капитан 3 ранга запаса Игорь Литвак, бывший командира БЧ-7 СКР «Разительный», вспоминал:

В этот день наш СКР вышел в море на ходовые испытания новой маршевой турбины, которая была установлена вместо вышедшей из строя. Корабль не находился на боевом дежурстве. Шли обычные испытания на разных режимах хода. Примерно в 10:00 поступила команда на полном ходу двигаться на перехват СКР-112, который, подняв украинский флаг, двигался в сторону Одессы. На пути всего следования пытались вызвать СКР на связь. Хочу отметить, что сразу же был дан строжайший запрет на применение любого вида оружия, поэтому все ссылки, что применялись артиллерийские установки — это полное искажение фактов. Преследование длилось около 4 часов, и на всем протяжении нас сопровождали пограничные корабли ВМС Украины. Задача, которая нам была поставлена, только догнать СКР-112 и начать с ним переговоры. И только убедившись, что даже маневрируя, прорваться к Одессе не удастся, несмотря на активное противодействие и опасное маневрирование кораблей украинских ВМС, 112 застопорил ход. Вопреки расхожему мнению, капитан 1 ранга Силин прекратил выполнение поставленной задачи только после получения соответствующего распоряжения от Командования КЧФ, а не потому, что тоже хотел перейти на службу в ВМС Украины.

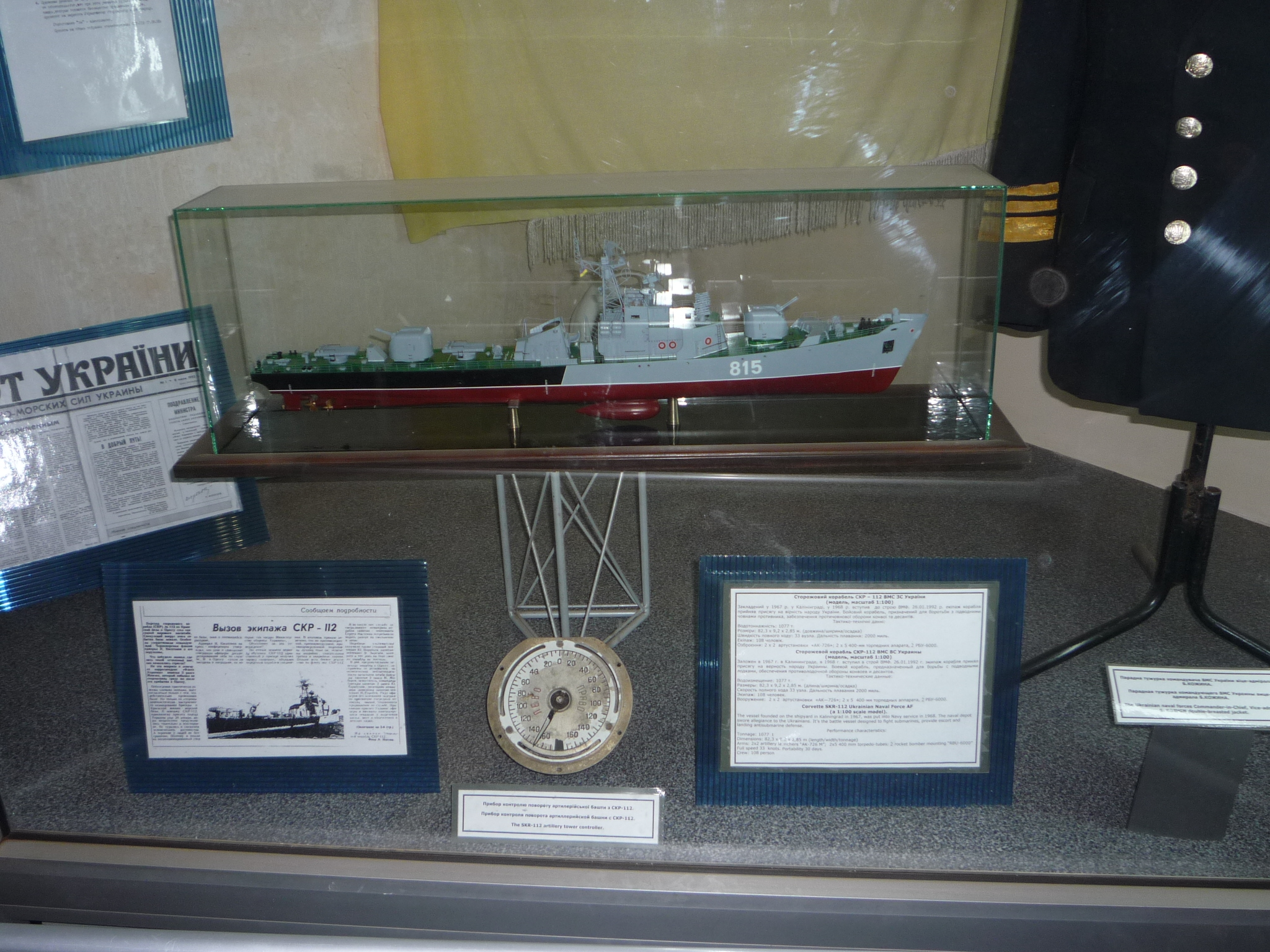
Модель СКР-112 в балаклавском музее украинского флота. Внизу прибор контроля поворота артиллерийской башни с СКР-112

После распределения кораблей ЧФ СССР, СКР-112 окончательно вошёл в состав ВМС Украины. Позже СКР-112 был присвоен индекс U132. Команда СКР обращалась к руководству ВМСУ утвердить для своего корабля новое имя — «Атаман Сидор Белый», в честь одного из запорожцев, прославившегося морскими походами, однако ввиду плохого технического состояния корабля это предложение поддержано не было. 24 августа 1993 г. корабль сдан для разоружения и демонтажа. В конце 1993 года корабль исключили из списков ВМСУ и вывели в отстой.
Общественность Украины видела в этом корабле будущий музей Военно-Морских Сил. В Севастополе члены «Просвиты», Союза офицеров Украины и других организаций создали комитет по защите СКР-112 и направили министру обороны десятки обращений и заявлений общественности, но все напрасно. Из Министерства обороны поступило распоряжение утилизировать корабль. Летом 1996 года корабль был утилизирован и разобран на металлолом на базе Вторчермета в Севастополе.